# Municipio de Halstead
El municipio de Halstead (en inglés: Halstead Township) es un municipio ubicado en el condado de Harvey en el estado estadounidense de Kansas. En el año 2010 tenía una población de 365 habitantes y una densidad poblacional de 3,97 personas por km².

## Geografía
El municipio de Halstead se encuentra ubicado en las coordenadas 38°2′52″N 97°32′21″O / 38.04778, -97.53917. Según la Oficina del Censo de los Estados Unidos, el municipio tiene una superficie total de 91.84 km², de la cual 91,79 km² corresponden a tierra firme y (0,06 %) 0,05 km² es agua.

## Demografía
Según el censo de 2010, había 365 personas residiendo en el municipio de Halstead. La densidad de población era de 3,97 hab./km². De los 365 habitantes, el municipio de Halstead estaba compuesto por el 97,53 % blancos, el 0,27 % eran amerindios, el 0,55 % eran de otras razas y el 1,64 % eran de una mezcla de razas. Del total de la población el 0,82 % eran hispanos o latinos de cualquier raza.